# Skumtimmen
För filmen som bygger på boken, se Skumtimmen (film)
Skumtimmen är en debutroman av författaren Johan Theorin, utgiven 2007.
Boken filmatiserades 2013 i regi av Daniel Alfredson och med Lena Endre i rollen som Julia, Tord Peterson som Gerlof och Johan Sundberg som Jens. Filmen hade premiär den 27 september 2013.

## Handling
En liten pojke försvinner spårlöst på Öland en dimmig sensommardag under ett tidigt 1970-tal. Polisen och frivilliga letar i flera dagar. 20 år senare får hans mor Julia telefonsamtal av sin pappa, sjökapten Gerlof Davidsson som ber henne komma till Öland. Han vill ha hjälp med dottersonens försvinnande. Julia tar sig tillbaka till Öland, och jakten börjar. Hon får då höra om mytomspunne ölänningen, Nils Kant, som satte bygden i skräck. Fastän han dog långt före Julias pojke, sägs det att han vandrar på det öländska alvaret i skymningen.